# حمله سایبری به جایگاه‌های سوخت در ایران
حمله سایبری به جایگاه‌های سوخت در ایران ابتدا در ۴ آبان ۱۴۰۰ رخ داد و سبب بروز اختلالات جدی در روند سوخت‌گیری در سراسر کشور شد. این حمله سایبری سبب شد تا خرید بنزین با نرخ دولتی، موسوم به بنزین سهمیه‌ای، از مدار خارج شود و سوخت‌گیری فقط با نرخ آزاد فقط در برخی از پمپ‌بنزین‌ها ممکن باشد. در ساعات اولیه شروع رویداد، تنها ۳۰٪ از پمپ‌بنزین‌های کشور توان سوخت‌رسانی به صورت دستی و آفلاین را داشتند، چنان‌که در تهران بزرگ فقط ۱۲ جایگاه فعال بود.
سازمان صدا و سیمای جمهوری اسلامی ایران اعلام کرد عامل این حمله سایبری احتمالاً یک کشور خارجی بوده است. چند مقام نظام جمهوری اسلامی هم در اظهار نظرهایی متفاوت، این حمله را مرتبط با حوادث آبان ۹۸ و اقدام «دشمن» دانستند. وبسایت خبرآنلاین اسرائیل را عامل حمله سایبری معرفی کرد و صدای آمریکا اعلام کرد ایمیلی دریافت کرده که بر اساس آن گروه «گنجشک درنده» علاوه بر پذیرش مسئولیت این حمله، مسئولیت حملات سایبری به شرکت راه‌آهن و وزارت راه و شهرسازی را نیز به عهده گرفته است. همچنین در آذر ۱۴۰۲ حمله مشابهی توسط همین گروه انجام شد و «بخش عمده‌ای از جایگاه‌های سوخت در ایران» از کار افتادند. تایمز آو ایزرائل به نقل از بیانیه این گروه هکری که به زبان فارسی و انگلیسی منتشر شده است، نوشت که «این حمله سایبری پاسخی به اقدامات ایران در منطقه بوده است».

## رویداد

### حمله سایبری آبان ۱۴۰۰
حمله سایبری روند سوختگیری به وسیله کارت هوشمند سوخت را به‌طور کلی از کار انداخت، چنان‌که سوخت‌گیری فقط به صورت آفلاین و با نرخ آزاد آن هم در برخی از جایگاه‌ها ممکن بود. در این رابطه، ایسنا خبر از حمله سایبری به پمپ‌بنزین‌های کشور داد و گزارش کرد که بر روی صفحه دیجیتال نازل پمپ‌بنزین‌ها عبارت «حمله سایبری» و رقم «۶۴۴۱۱» دیده می‌شود، عددی که احتمالاً مربوط به شماره تلفن بیت رهبری بوده، ایسنا کمی بعد این خبر را حذف و انتشار چنین خبری را تکذیب نمود.
«به اطلاع کلیه مخاطبان می‌رساند چنین خبری از سوی خبرگزاری ایسنا منتشر نشده و مطلب در حال انتشار به نقل از ایسنا در فضای مجازی جعلی است.»— خبرگزاری ایسنا
وزارت نفت علت بروز اختلال در سوخت‌گیری را بروز مشکل فنی قلمداد کرد، نور نیوز، خبرگزاری وابسته به شورای عالی امنیت ملی، حمله سایبری را تأیید کرد و نوشت که منشأ حمله در دست بررسی است.
تصاویری نیز منتشر شد که نشان می‌داد بیلبوردهای شهری هم مورد حمله سایبری قرار گرفته و عباراتی همچون «خامنه‌ای، بنزین ما کو؟» و «بنزین مجانی در جماران» روی آن درج شده است.
در ابتدای بروز بحران، وزارت نفت وعده داد که مشکل را یک‌روزه حل می‌کند اما اختلال هشت روز ادامه پیدا کرد و در این مدت بسیاری از دارندگان کارت هوشمند مجبور به استفاده از بنزین آزاد شدند.

## پیامدها
در پی بروز حمله سایبری آبان ۱۴۰۰، روند سوختگیری در جایگاه‌های پمپ‌بنزین کشور با اختلال جدی مواجه شد، به گونه‌ای که در عموم جایگاه‌های سوخت‌رسانی صف‌های طولانی خودروهای در انتظار سوخت‌گیری شکل گرفت. این رویداد سبب شد تا گمانه‌زنی شود که گرانی دوباره بنزین در دستور کار قرار گرفته چنان‌که وزیر کشور در ساعات اولیه هرگونه برنامه برای افزایش نرخ بنزین را رد کرد، سخنگوی کمیسیون انرژی مجلس شورای اسلامی، ضمن رد احتمال گرانی سوخت، از عوام خواست تا در صورت عدم نیاز فعلاً به جایگاه‌ها مراجعه نکنند. با از کار افتادن کارت هوشمند سوخت، روند سوختگیری ناوگان حمل نقل عمومی هم دچار اختلال شد.
در ۱۴ آبان ۱۴۰۰ وزارت نفت ایران اعلام کرد که برای جبران خسارت ناشی از حمله سایبری، برای خودروهای شخصی ده لیتر و برای موتورسیکلت‌ها ۵ لیتر سهمیهٔ جبرانی در نظر گرفته است.